# インフォスフィア
インフォスフィア（InfoSphere）とはNTTPCコミュニケーションズが運営するインターネットサービスプロバイダである。

## 概要
現在法人向けのインターネット接続サービスを中心に事業を運営している。個人向けサービスはOCNに統合されている。通常のインターネット接続サービスのほかに、フレッツ型接続や専用線型接続と固定IPアドレスを使った企業向け接続サービスを中心に、VPN接続サービス、ファイアウォール構築サービス、ホスティングサービス、iモードへのコンテンツ配信等のサービスを行っている。

## インターネット接続
- フレッツADSLやフレッツ光、フレッツISDNからの接続に対応している。その他に広域イーサネット、メガデータネッツといった高帯域の接続にも対応している。
- 固定IP接続に対応しており、InfoSphereが提供している名づけてNetからドメイン取得ができる。
- モバイルアクセスとしてFOMA（FOMAハイスピード）とAIR-EDGEからのモバイル接続に対応しており、FOMAの定額データプランにも対応している。またiモードCUGといわれるiモードから社内へセキュアにアクセスするサービスも提供している。

## 企業間接続
- 拠点間接続には、広域イーサネット、メガデータネッツだけでなく、IP-VPN、インターネットVPNといった接続に対応する。
- ファイアウォール、VPNルータのレンタルおよび遠隔監視を行っている。

### オープンモバイルエクスチェンジ
携帯コンテンツ配信事業者向けのサービス。１つの携帯電話用コンテンツを、iモード、EZWeb、YAHOOケータイそれぞれのプロトコル、通信経路にあわせ、データを配信専用ネットワークサービス「OMX」を使って最適化を行うサービス。